# かをり商事
かをり商事株式会社（かをりしょうじ、英文名称Kawori Co.,Ltd. ロゴなどではKAORIの表記も使用）は、神奈川県横浜市で洋菓子店およびレストランを経営する企業。社名は本居宣長の古歌「敷島の大和心を人問はば朝日に匂ふ山桜花」から採られている。

## 主な製品
洋菓子
- レーズンサンド
  - ブランデーに浸けたレーズンをまぶしたクリームをビスケットで挟んだ、同社の看板商品。
- かをりさぶれ
  - 横浜博覧会開催を記念して、1989年に発売開始したサブレー。舵を象ったアーモンド風味、かをりのロゴを模したチョコレート風味、船型のクルミ入りの三種類がある。
- トリフュ
- 桜ゼリー

レトルト
「居留地70番」ブランドで、明治初期のハヤシビーフ、ビーフカレー、コーンスープを再現した商品を発売。

## 店舗

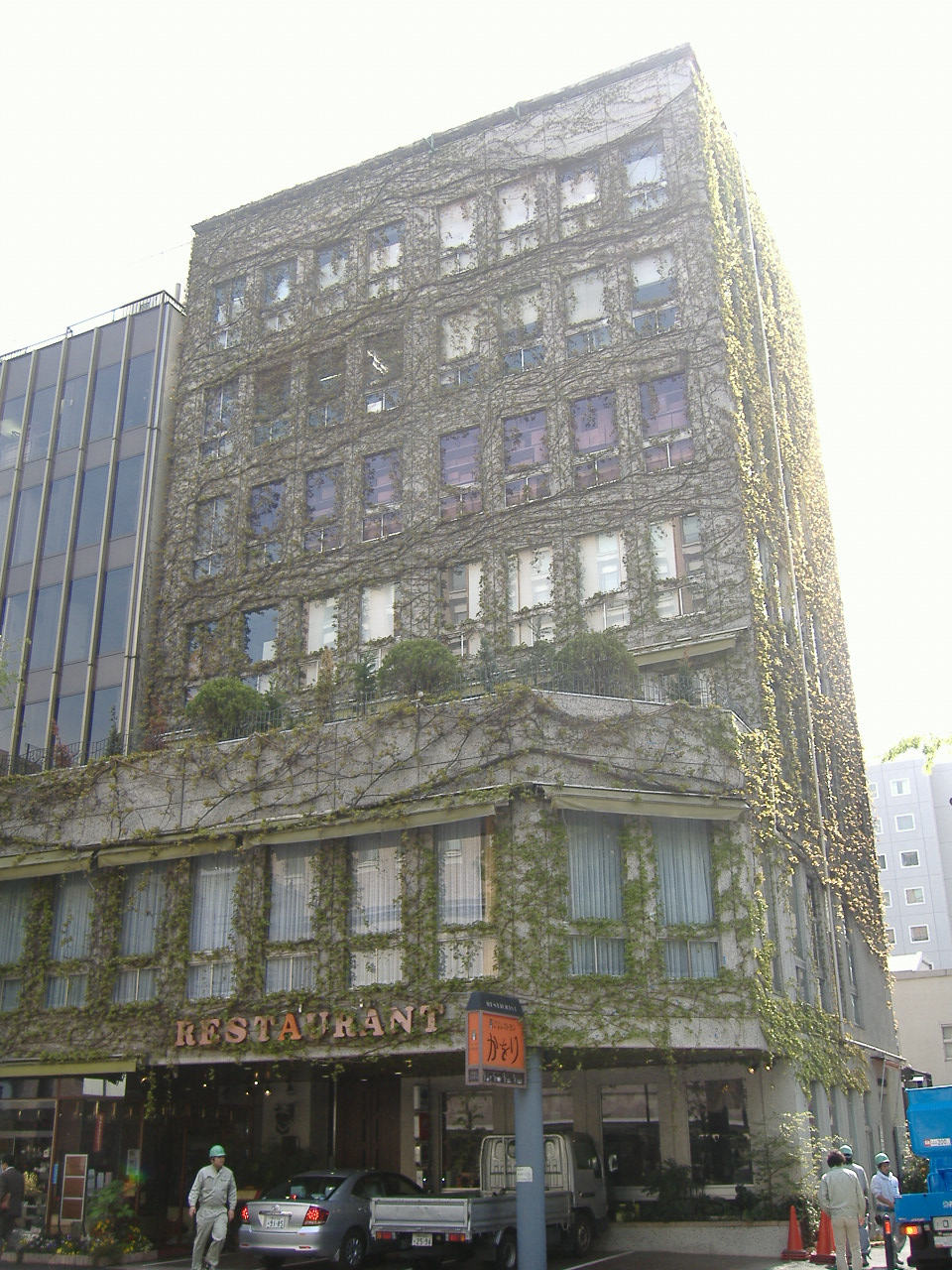
かをり商事 山下町本店

- 山下町本店 - 神奈川県横浜市中区山下町70番地（レストラン部門は休業中）
  - 壁面にはナツヅタを這わせており、2007年には横浜市地球温暖化対策事業本部主催の第1回「よこはま壁面緑化コンテスト」団体部門で優秀賞を受賞した[1]。

他、横浜市内などの百貨店に洋菓子販売コーナーを置く。

## 沿革
- 1947年 - 日本郵船欧州航路の客船龍田丸の司厨長・板倉作次郎らにより創業。横浜橋商店街で喫茶店開設。
- 1969年 - 法人化、山下町のヨコハマ・ホテル[2]跡に本店開設。